# Rudolf Gösseringer
Rudolf Gösseringer (* 14. Juli 1946 in Klagenfurt am Wörthersee
, Kärnten) ist ein österreichischer Filmeditor. Er agierte von 1995 bis 2008 als technischer Leiter des ORF-Landesstudios Kärnten.

## Leben
Rudolf Gösseringer begann seine Karriere 1967 als Bild- und Tonmeister im Landesstudio des ORF Kärnten und stieg 1995 zum technischen Leiter auf.
Als Editor war er unter anderem verantwortlich für den Filmschnitt des Musicals Der Mann von La Mancha (1994, Regie: Felix Breisach) und den Bildschnitt von Josef Haders Bühnenperformance Josef Hader privat (2007, Regie: Gottfried Schwarz).
Neben seiner Tätigkeit als technischer Leiter fungierte Gösseringer auch jahrelang als Betriebsrat im ORF Kärnten, bis er im Jahr 2008 seine Pension antrat.
Er ist verheiratet mit Gudrun Gösseringer und dreifacher Vater.

## Filmografie (Auswahl)
- 1994: Der Mann von La Mancha – Regie: Felix Breisach
- 2007: Josef Hader privat – Regie: Gottfried Schwarz